# Christof Duffner
Christof Duffner (n. 16 decembrie 1971, Triberg im Schwarzwald, Republica Federală Germania, Germania) este un săritor cu schiurile ce a reprezentat Germania, medaliat olimpic. A participat la 2 ediții ale Jocurilor Olimpice (1992, 1994) în care a câștigat o medalie de aur.